# Crises
Crises – album Mike’a Oldfielda wydany w 1983 roku. Wydawnictwo podzielone jest na dwie części, ponad dwudziestominutową suitę, „Crises”, oraz zestaw piosenek z jedną miniaturą instrumentalną. Dla piosenek swoich głosów użyczyli Jon Anderson, Maggie Reilly oraz Roger Chapman.
Oldfield nagrał album razem z: Philem Spaldingiem (bas), Antem Glynnem (gitara), Rickiem Fenn (gitara) i Simonem Philipsem (perkusja).

## Lista utworów
1. „Crises” – 20:40
2. „Moonlight Shadow” – 3:38
3. „In High Places” – 3:34
4. „Foreign Affair” – 3:52
5. „Taurus 3” – 2:25
6. „Shadow on the Wall” – 3:10